# Daniel Nieto Vela
Daniel Nieto Vela (Palmanova, 4 mei 1991) is een Spaans voetballer die bij voorkeur als aanvaller speelt. Hij verruilde in augustus 2015 SD Eibar voor Skoda Xanthi.

## Clubvoetbal
Nieto speelde in de jeugdelftallen van Platges de Calvià (1998–2005), RCD Mallorca (2005–2007) en RCD Espanyol (2007–2010). In het seizoen 2011/2012 werd hij door Espanyol verhuurd aan Girona FC. Na een seizoen bij AD Alcorcón werd Nieto in 2013 gecontracteerd door FC Barcelona voor het tweede elftal. Na één seizoen daar vertrok hij naar SD Eibar, dat toen net naar voor het eerst in de clubgeschiedenis de Primera División was gepromoveerd. In de zomer van 2015 werd Nieto voor het eerst getekend door een ploeg buiten Spanje. Bij Skoda Xanthi tekende de Spanjaard een contract.